# Bastilla myops
Bastilla myops là một loài bướm đêm thuộc họ Erebidae. Nó được tìm thấy ở Java và Bali.
Trước đây nó được coi là một đồng nghĩa của Bastilla joviana.